# Virgin Black
 (avril 2022).
Virgin Black est un groupe de metal gothique australien, originaire d'Adélaïde. Il combine doom metal et metal symphonique pour une musique extrêmement émotive et dramatique. Après avoir enregistré indépendamment leurs deux premiers albums, ils ont signé chez Massacre Records et The End Records pour sortir leurs deux albums, qui ont connu un succès critique et ont considérablement augmenté le nombre de leurs fans.
Leurs tournées les mènent en Australie en 2004 avec Opeth, sur la côte occidentale des États-Unis, et en Allemagne au festival Wave-Gotik-Treffen. Le 23 juillet 2006, Virgin Black annonce le lancement de trois nouveaux albums après le Jour de l'an, commençant par Requiem - Mezzo Forte, suivi de Requiem - Fortissimo, et pour finir l'œuvre classique, Requiem - Pianissimo (date de sortie non annoncée). En 2009, le groupe entre dans une pause à durée indéterminée.

## Biographie

### Débuts

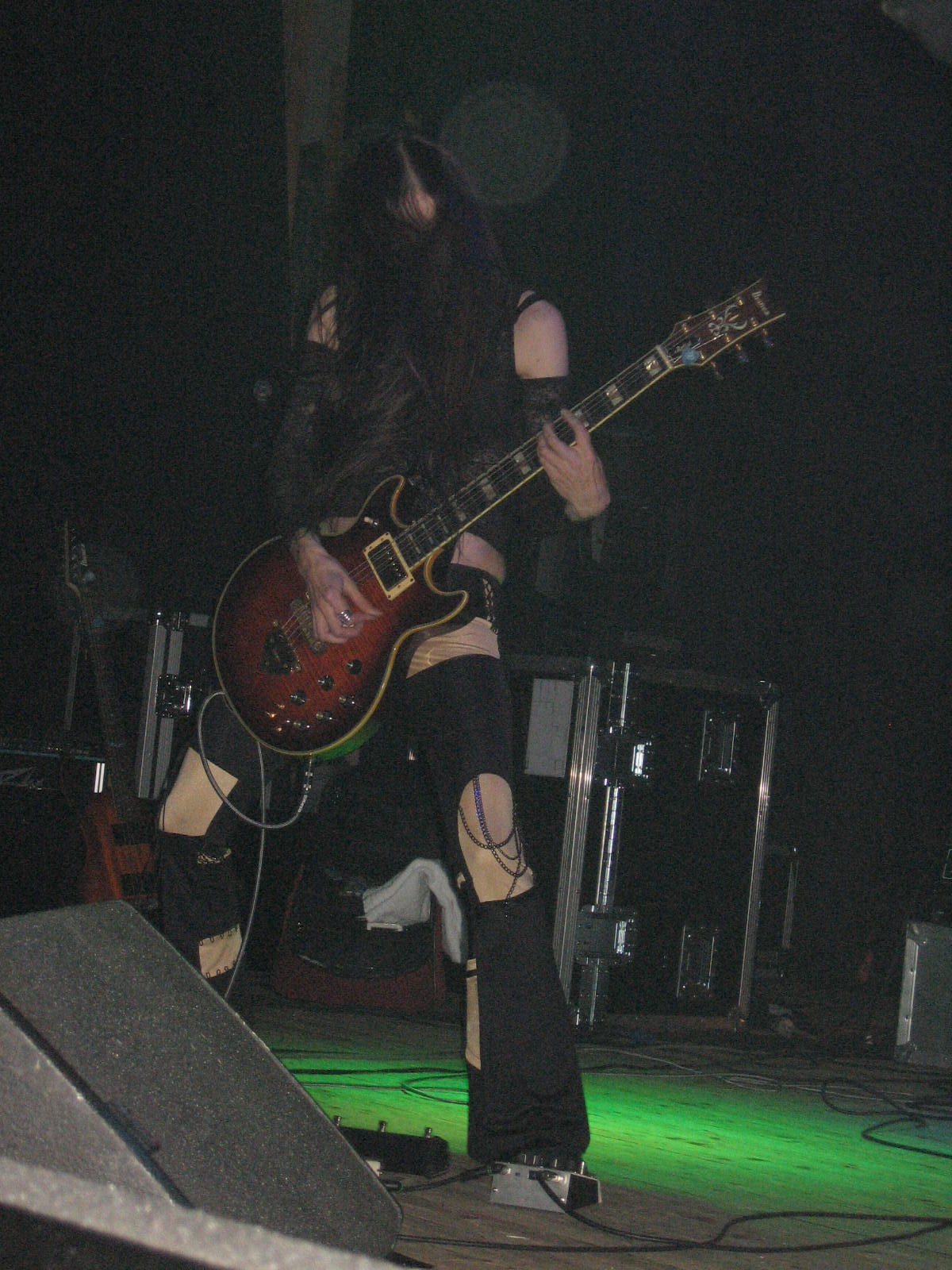
Samantha Escarbe.

Virgin Black est formé en 1993 à Adélaïde par la guitariste Samantha Escarbe, et le chanteur et claviériste Rowan London. En 1995, Virgin Black enregistre une démo homonyme intitulée Virgin Black dans un style death-doom. Ils publient ensuite leur EP Trance en 1998, puis gagnent en popularité. L'EP est par la suite publié en édition limitée uniquement aux États-Unis, accompagné du premier album du groupe, Sombre Romantic.
Le groupe débute les enregistrements de leur album Sombre Romantic en 1999. L'album est orienté dans un style symphonique et cinématique, et London y participe avec divers teintes de voix. Grâce à ce premier album, Virgin Black signe au label allemand Massacre Records pour une distribution européenne et au label The End Records pour une distribution américaine. Les deux labels publieront alors Sombre Romantic sur leurs territoires respectifs.
Après avoir terminé leur deuxième album en 2002, Virgin Black joue au festival Wave-Gotik-Treffen en 2003, puis lors d'une tournée américaine avec Agalloch et Antimatter avant de revenir en Australie pour une tournée nationale. L'album Elegant... and Dying fait participer Escarbe aux violoncelles et Sonia Wilkie à la flute. Il est publié en novembre, et un mois après la participation du groupe au festival Metal for the Brain de Canberra. Plus tôt dans la même année, Virgin Black tourne avec Opeth en Australie, puis avec le groupe de black metal originaire de Sydney Nazxul avant de se lancer dans leur prochain album.

### TrilogieRequiem

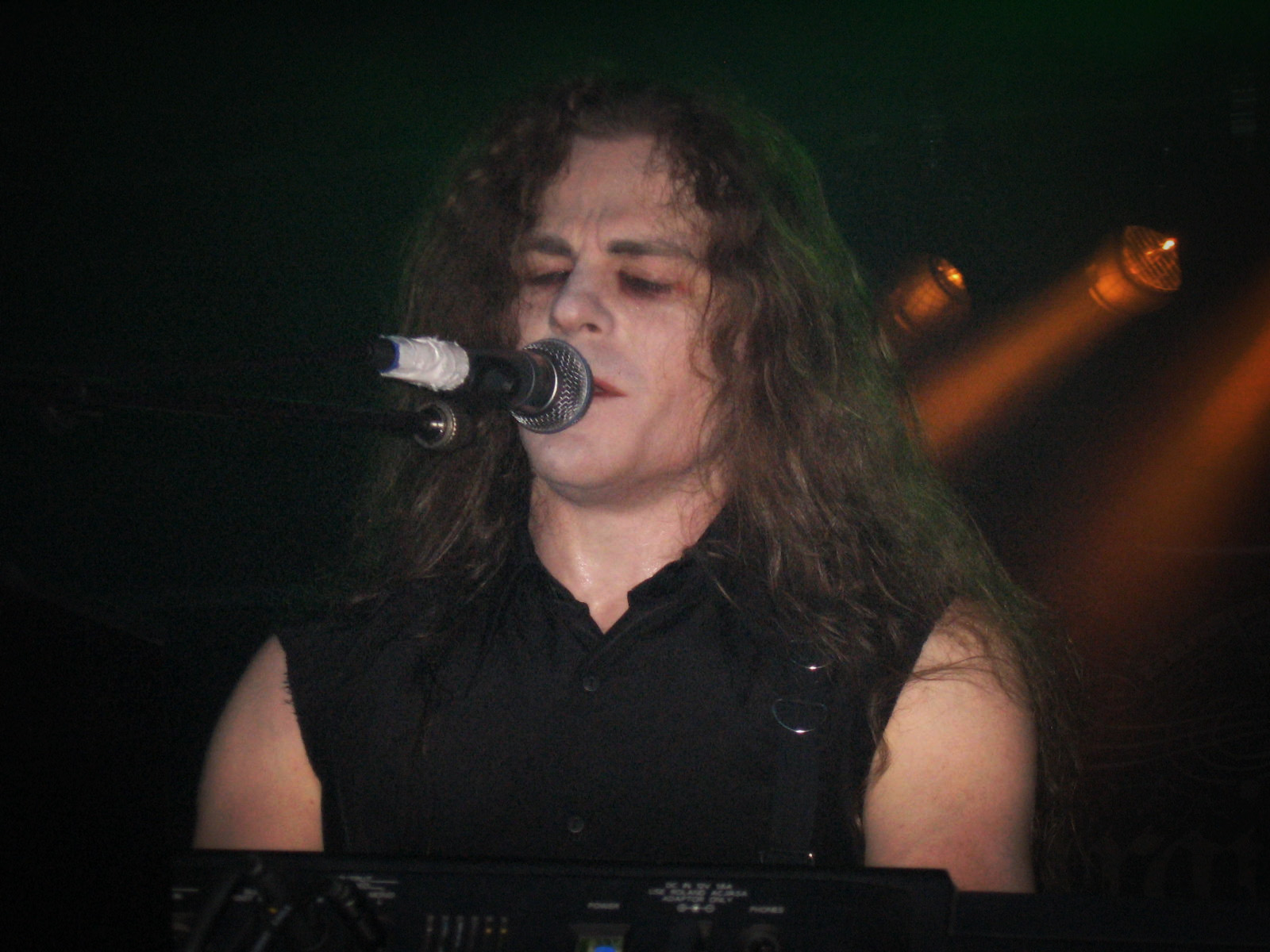
Rowan London.

Le nouveau projet musical de Virgin Black est lancé par London et Escarbe, qui deviendra par la suite une trilogie intitulée Requiem. Le 10 mars 2006, The End Records révèle plus de détails sur les sorties. La première partie de la trilogie, Requiem - Pianissimo, est un album orienté musique classique qui fait participer l'Adelaide Symphony Orchestra. Requiem - Mezzo Forte est presque similaire à Requiem - Fortissimo mais comprend quelques éléments de death/doom metal. Les albums sont enregistrés par London et Escarbe pendant presque deux ans, période durant laquelle Rowan London a souffert de la disparition de son père. À l'origine prévu pour le 23 juillet 2006, les labels annoncent que les albums seront publiés séparément. La deuxième partie de la trilogie, Requiem - Mezzo Forte est publiée le 3 avril 2007.
Avec nouvelles formation composée de Escarbe, London, Grayh à la basse, et Luke Faz à la batterie, Virgin Black joue quelques concerts australiens avec Arcturus en mars et participe au festival Elements of Rock en avril en Suisse. Mark Kelson de The Eternal se joint à eux sur scène comme guitariste. Virgin Black annonce une tournée américaine pour juin et juillet 2007.
La troisième partie et deuxième sortie de la trilogie Requiem, Requiem  - Fortissimo, est publiée le 18 février 2008 par The End Records. la sortie de Massacre Records reste inconnue. Virgin Black joue avec Amorphis, Leaves' Eyes, et Samael lors d'une tournée nord-américaine en 2008. Les internautes de Metal Storm élisent Requiem Fortissimo dans la catégorie de « meilleur album doom metal de 2008 ». La date de sortie de Requiem - Pianissimo n'est alors toujours pas annoncée. En 2009, le groupe entre dans une pause à durée indéterminée.

## Discographie

### Albums studio
- 2001 : Sombre Romantic
- 2003 : Elegant... and Dying
- 2007 : Requiem – Mezzo Forte
- 2008 : Requiem – Fortissimo
- 2018 : Requiem – Pianissimo[11]

### Démos et EPs
- 1996 : Virgin Black
- 1998 : Trance